# Liste des châteaux du Cheshire

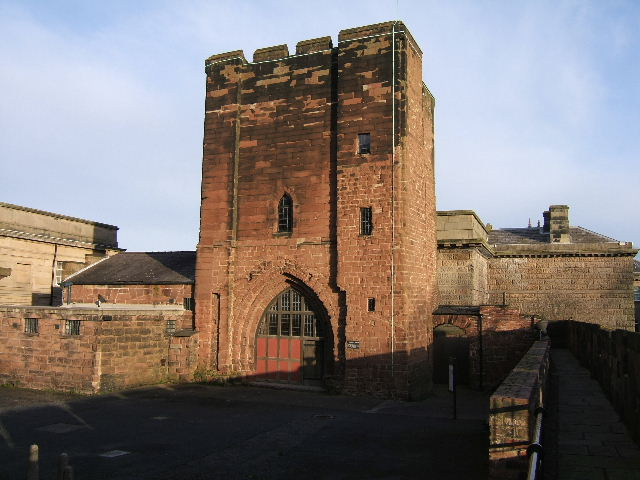
L'Agricola Tower du château de Chester est tout ce qui reste du château médiéval bâti par Guillaume le Conquérant.

Il y a vingt châteaux dans le comté anglais du Cheshire, situé dans l'Angleterre du Nord-Ouest. Le Cheshire est l'un des comtés traditionnels d'Angleterre ; ses frontières historiques sont différentes de celles du comté actuel. De surcroît, le château de Warrington fait historiquement partie du Lancashire, alors qu'il se trouve dans le Cheshire actuel. Avant la conquête normande de l'Angleterre, qui a commencé en 1066, les sites défensifs anglo-saxons étaient des burhs, construits pour se protéger des Danois ; à part dans certains cas, notamment dans le sud-est, la construction de châteaux appartenant aux seigneurs féodaux a été impulsée par les Normands. Le rôle principal de ces châteaux était militaire et administratif : ils servaient de bases d'opérations, permettaient de contrôler un territoire, et assuraient le commandement et l'administration d'une seigneurie, ce qui leur conférait également une fonction de centre commercial.
Les châteaux peuvent prendre différentes formes. La plus commune est celle de la motte castrale, qui consiste en une motte surmontée d'un fortin ou d'une tour, entourée d'un mur d'enceinte et connectée à une basse-cour comprenant des habitations, une caserne et des ateliers. Les autres types observables dans le Cheshire sont des ringworks, fortins similaires au précédent type mais ne disposant pas de motte, et des manoirs. Les ringworks datent de la même époque que les mottes castrales mais sont moins communs ; l'absence d'une motte est due soit à un terrain et à un sol ne permettant pas de faire une motte, soit à une décision du constructeur. Le manoir fortifié était le centre administratif d'une seigneurie et était habité par le seigneur local ; la plupart entrent dans la catégorie des châteaux parce qu'ils présentaient souvent des créneaux entre autres éléments défensifs.
En raison de sa proximité avec le Pays de Galles, le Cheshire a joué un important rôle dans la défense de l'Angleterre contre les Gallois. De nombreux châteaux ont été édifiés sur la frontière séparant les deux pays ; 8 châteaux sur les 20 présents dans le comté sont situés à moins de 6,4 km du pays de Galles. Ces châteaux ont été construits lorsque l'invasion normande du Pays de Galles a été ralentie par l'opposition des Gallois ; une conquête rapide ne nécessitait pas en effet l'édification de fortifications. En comparaison du nord du Pays de Galles, relativement peu de châteaux sont situés dans le Cheshire puisque la plupart, à l'instar du château de Holt, ont été construits sur la rive occidentale du fleuve Dee. La plupart de ces châteaux sont des mottes castrales construites à l'origine en tourbe et en bois ; par la suite, des édifices en pierre ont été parfois construits, lorsqu'il fallait construire un château durable. Situés plus loin des frontières, les manoirs seigneuriaux symbolisaient le statut de leur propriétaire. Les châteaux du Cheshire ont été construits sur une période de plusieurs siècles ; le premier date de 1070 et le dernier du XVe siècle. 12 d'entre eux ont été construits entre 1070 et la fin du XIIe siècle. Les trois châteaux du Cheshire dont l'on sait qu'ils ont été construits après le XIIIe siècle sont soit des maisons-tours ou des manoirs fortifiés ; ce type de structure avait davantage fonction résidentielle que militaire, et reflète la tendance des châteaux anglais construits après le XIIIe siècle en tant que symboles d'autorité plutôt que comme édifices prioritairement militaires.
La plupart des châteaux du Cheshire sont des ruines ayant été abandonnées une fois leur rôle rempli et leur fonction militaire devenue caduque. Ils sont souvent protégés par la loi : 11 sites sont des Scheduled monuments, c'est-à-dire des sites reconnus d'importance nationale protégés contre tout changement non autorisé ; 5 sont des monuments classés. Si 20 châteaux sont connus dans le Cheshire, l'historien Mike Salter a évoqué en 2001 la possibilité que Mud Hill, située à Coddington (53° 05′ 29″ N, 2° 49′ 03″ O) et Peel Hall près de Manley (53° 13′ 17″ N, 2° 44′ 59″ O) aient pu être occupés par des châteaux.

## Liste des châteaux
| Château                | Lieu                                                            | Type                                  | Construit en                | Scheduled Monument | Notes |
| ---------------------- | --------------------------------------------------------------- | ------------------------------------- | --------------------------- | ------------------ | --- |
| Aldford Castle         | Aldford 53° 07′ 49″ N, 2° 52′ 11″ O                             | Motte castrale et shell keep          | XIIe siècle                 | Oui                | La motte, d'une hauteur de 5,2 m, est entouré par un fossé large de 10 m et profond de 2,4 m. La basse-cour est entourée par un fossé large de 18 m et profond de 2 m ; elle est de forme triangulaire et s'étend sur 4 250 m2 . Un manoir fortifié a probablement été édifié par la suite sur la motte. |
| Beeston Castle         | Beeston 53° 07′ 40″ N, 2° 41′ 26″ O                             | Château-fort                          | Années 1220                 | Oui                | Le château de Beeston est situé sur une hauteur escarpée s'élevant 90 m au-dessus de la campagne environnante, à la bordure nord des Peckforton Hills. C'est un site stratégiquement intéressant, en raison des défenses offertes par le terrain et par la position élevée qui permet de surveiller le territoire sur des kilomètres. L'ouvrage comprend une basse-cour externe et une basse-cour interne, sans motte ; il est entouré de fortes murailles. La basse-cour interne est entourée par des descentes importantes sur trois côtés et par un fossé profond de 9 m sur le quatrième. La courtine de la basse-cour externe est large de 2 m. Le château a été construit dans les années 1220 par Ranulf de Blondeville et est similaire au château de Bolingbroke dans le Lincolnshire par sa configuration ; les deux ont été édifiés à la même époque. Le château a été intégré aux possessions royales lorsque l'héritier de Blondeville, John le Scot, est mort en 1237. Le château a joué un rôle dans la Seconde guerre des Barons (1264–1265) lorsqu'il a été capturé par Édouard Ier d'Angleterre alors qu'il était tenu par Simon V de Montfort. Durant la guerre civile, il a été capturé par les Cavaliers puis repris par les Têtes rondes avant d'être volontairement détruit en 1646 afin de le rendre militairement inutile,. Le château est aujourd'hui un musée, il est protégé sur le grade I. |
| Bradlegh Old Hall      | Burtonwood 53° 26′ 24″ N, 2° 38′ 47″ O                          | Manoir fortifié                       | XVe siècle                  | Oui                | Ce manoir, édifié au XVe siècle, est entouré d'un fossé et dispose d'un corps de garde fortifié datant de 1460. Il a appartenu à la famille des Leghs de Lyme, les possesseurs de Lyme Park. Des additions y furent faites au XVIe siècle et la structure a été couverte de briques au XVIIIe siècle. Le corps de garde et le fossé sont les seuls restes de l'édifice. |
| Château de Chester     | Chester 53° 11′ 06″ N, 2° 53′ 27″ O                             | Motte castrale (et possible ringwork) | 1070                        | Oui                | Le château de Chester a été construit en 1070 par Guillaume le Conquérant. À l'origine motte castrale en bois et en tourbe, l'édifice a été reconstruit en pierre au XIIe siècle. Sa configuration a été modifiée à de nombreuses reprises, avec l'ajout d'une basse-cour, de nouveaux bâtiments dans son enceinte et d'un nouveau corps de garde au XIIIe siècle, durant les guerres contre les Gallois. Le château a été donné par Guillaume aux comtes de Chester ; il est dès lors devenu le centre administratif du comté. Il est redevenu possession de la Couronne en 1237, une fois la lignée des comtes de Chester éteinte. Après le XIIIe siècle la plupart des travaux effectués visent à maintenir l'édifice en état plutôt qu'à l'agrandir, à l'instar du Château de Warwick. Le château médiéval est détruit au cours d'un incendie au XVIIIe siècle ; seule la Tour Agricola demeure, ainsi que la courtine, qui sont des monuments classés de grade I. |
| Doddington Castle[A]   | Doddington 53° 01′ 10″ N, 2° 26′ 03″ O                          | Tour habitée                          | 1364–1403                   | Non                | Le château de Doddington a été construit entre 1364 et 1403 par Sir John Delves. Disposant d'une licence, il put élever une tour crénelée distincte de son manoir. Au XVIIe siècle la tour a été incorporée dans plusieurs édifices, qui ont été démolis en 1777 ; la tour, faite de grès et construite sur trois étages, a été conservée ; elle est aujourd'hui un monument classé de grade I. |
| Dodleston Castle       | Dodleston 53° 08′ 27″ N, 2° 57′ 17″ O                           | Motte castrale                        | Médiéval                    | Oui                | La motte haute de 3,3 m est entourée par un fossé profond de 2,3 m. La basse-cour, à l'ouest de la motte, est entourée par une enceinte et un fossé. Le château de Dodlestone était le siège de la famille Boydell. Le site a été endommagé par l'aménagement du paysage et par des constructions. Un manoir plus ancien a été construit pour la famille Manley de Lache, et ce bâtiment a probablement été utilisé lors de la Guerre civile par Sir William Brereton comme quartier général durant le Siège de Chester. |
| Frodsham Castle        | Frodsham 53° 17′ 32″ N, 2° 43′ 46″ O                            | Inconnu                               | 1070                        | Non                | Le château de Frodsham est situé au pied de Overton Hill dans la partie ouest de la ville de Frodsham. Sa fonction était de défendre le passage entre la colline et le marais de Frodsham. Il a été apparemment construit par Hugues d'Avranches, le premier comte de Chester. En 1355, une mention indique qu'il nécessite des réparations ; le château s'effondre au XIVe siècle et est remplacé par un manoir fortifié , à son tour détruit par un incendie en 1654. S'il ne reste pas de trace de l'édifice, quelques-unes de ses fondations ont été intégrées aux caves de Castle Park, un bâtiment construit sur le site en 1721. |
| Halton Castle          | Halton, Runcorn 53° 19′ 58″ N, 2° 41′ 40″ O                     | Motte castrale,                       | c. 1070                     | Oui                | Le château de Halton est situé au sommet de Halton Hill ; il surveile l'estuaire du fleuve Mersey. Il a probablement été construit à la fin du XIe siècle pour Nigel du Cotentin, le premier baron de Halton. Le premier château de bois a été remplacé par l'actuelle structure de pierre au XIIe siècle, Le château est devenu possession de la Couronne lorsque le 15e baron, Henry Bolingbroke, est monté sur le trône sous le nom d'Henri IV d'Angleterre. Utilisé comme prison et centre administratif sous les Tudor, le château est cependant à l'abandon en 1609, Il est utilisé durant la Guerre civile, puis ses défenses sont démantelées ; il est ensuite volontairement laissé à l'abandon. Les ruines du château forment un monument de grade I. |
| Kingsley Castle[B]     | Manley 53° 15′ 21″ N, 2° 41′ 59″ O                              | Motte                                 | Médiéval, peut-être normand | Oui                | La motte est aujourd'hui haute de 2,8 m ; son diamètre est de 23 m. Il n'y a pas de trace d'un fossé ni d'une basse-cour qui lui auraient été associés, ; les restes d'un pavillon situé sur l'un de ses côtés ne sont pas contemporains du château médiéval. |
| Macclesfield Castle[C] | Macclesfield 53° 15′ 32″ N, 2° 07′ 27″ O                        | Manoir fortifié                       | 1398                        | Non                | Situé dans la ville de Macclesfield, ce château a été construit par John de Macclesfield entre la fin du XIVe siècle et le début du XVe siècle, probablement en raison de la crise ayant marqué la fin du règne de Richard II d'Angleterre. De forme carrée, il possédait plusieurs ailes et mesurait 130 m par 36 m. Après la mort de Macclesfield en 1422, le château a appartenu à deux familles de comtes, dont celle du comte de Buckingham, d'où son appellation de Buckingham Palace. Altéré au XVe siècle, l'édifice est en ruine en 1585. Au début du XXe siècle, seul le porche existe encore ; il a été démoli en 1932 et divers édifices ont été construits sur le site. |
| Malpas Castle[D]       | Malpas 53° 01′ 10″ N, 2° 45′ 57″ O                              | Motte                                 | Probablement au XIIe siècle | Oui                | Le château de Malpas est situé dans les Broxton Hills ; il a été construit pour les Barons de Malpas, dans le cadre des ouvrages défensifs de la frontière avec le Pays de Galles, en lien avec les châteaux d'Adlford et de Shocklach (Shocklach a été également construit par les Barons de Malpas),. Ces liens permettent de le dater du XIIe siècle. La motte mesure 3,7 m de hauteur, 37 m de diamètre ; un fossé l'entoure. Bien qu'il n'y ait pas de restes d'une basse-cour, il y en avait probablement une au sud de la motte ; le site est aujourd'hui couvert d'herbe,. |
| Nantwich Castle        | Nantwich 53° 03′ 59″ N, 2° 31′ 17″ O                            | Inconnu                               | Avant 1180                  | Non                | Le château de Nantwich était déjà ruiné en 1485. Il n'en subsiste aucune trace ; Castle Street et Mill Street occupent son emplacement. |
| Newhall Tower          | Newhall 53° 00′ 17″ N, 2° 34′ 55″ O                             | Tour habitée                          | c. 1227                     | Non                | La tour de Newhall a été probablement construite en 1227 pour la famille Audley lorsqu'elle a obtenu possession du terrain ; la première mention connue remonte cependant à 1275. La tour est encore utilisée en 1363, mais est en ruine à la fin du XVIe siècle. On ignore l'emplacement exact du château, mais une série de fondations liées à une élévation centrale et à un fossé carré sont l'hypothèse la plus probable. |
| Northwich Castle       | Northwich 53° 15′ 32″ N, 2° 31′ 05″ O                           | Motte                                 | Probablement au XIIe siècle | Non                | La première mention du château date des années 1190 ; il en est également fait mention en 1278. Les fouilles n'ont pas révélées son emplacement exact. |
| Oldcastle              | Oldcastle 52° 59′ 30″ N, 2° 47′ 34″ O                           | Inconnu                               | XIIIe siècle                | Non                | Les premières mentions du château datent de 1288. En 1485, il est en ruines. On sait peu de choses sur cet édifice, si ce n'est qu'il était entouré par deux fossés défensifs. Le premier commençant à s'envaser au XIIIe siècle il a été comblé à la fin du XIVe siècle ou au début du XVe siècle ; le deuxième a été utilisé jusqu'au XVe siècle. |
| Pulford Castle         | Pulford 53° 07′ 16″ N, 2° 56′ 00″ O                             | Motte castrale                        | Fin du XIIe siècle          | Oui                | Le château de Pulford apparaît dans les documents entre 1190 et 1220. Construit par la famille Ormesbee, il a été donné à la famille Pulford en 1245. En 1403, Henri IV ordonne à Sir Thomas le Grosvenor de tenir le château contre Owen Glendower,. La motte est entourée d'un fossé à part au sud, où la défense est formée par Pulford Brook. |
| Shipbrook Castle       | Davenham 53° 14′ 08″ N, 2° 29′ 21″ O                            | Inconnu                               | XIe siècle-XIIe siècle      | Non                | La localisation exacte de ce château est incertaine ; Castle Hill près de Shipbrook Bridge est une hypothèse retenue. Il a été construit dans le cadre de la défense contre les Gallois, et démoli aux alentours de 1850. |
| Shocklach Castle       | Church Schocklach, Shocklach Oviatt 53° 03′ 06″ N, 2° 50′ 37″ O | Manoir fortifié                       | 1100                        | Oui                | Le château de Shocklach est situé au bord d'un ravin abrupt. La fortification la plus ancienne du site est une motte entourée d'un fossé. La motte mesure 4 m de haut depuis le fond du fossé. Bien qu'il n'y ait pas de basse-cour connectée à la motte, une enceinte en forme de D se trouve à l'est de celle-ci. C'est dans cette enceinte qu'a été construit vers 1100, pour les barons de Malpas, un manoir fortifié dont la motte a servi de nouvelle fortification. Le château de Shocklach fait partie des séries de forts construits le long de la frontière avec le Pays de Galles. |
| Shotwick Castle        | Shotwick 53° 13′ 37″ N, 2° 58′ 27″ O                            | Motte castrale                        | Probablement avant 1093     | Oui                | Il est situé sur un escarpement situé sur la berge de l'estuaire de la Dee du temps de sa construction ; protégé par des ruisseaux sur deux côtés, ce château gardait un gué sur la Dee. La motte est de forme irrégulièrement hexagonale ; elle mesure 40 m du nord au sud et 20 m d'est en ouest. La basse-cour qui la jouxte mesure 80 m du nord au sud et 38 m d'est en ouest. Un fossé entoure la basse-cour, sa largeur varie entre 15 et 29 mètres, et sa profondeur de 2,2 à 3,8 mètres. Le château de Shotwick a été probablement construit par Hugues d'Avranches, 1er comte de Chester, à la fin du XIe siècle, bien que la première référence au château connue date de 1260. Il a servi de défense frontalière contre les Gallois jusqu'à la paix de 1281, qui l'a rendu inutile militairement, d'où sa reconversion en manoir royal et en pavillon de chasse pour Édouard III d'Angleterre. Le château est en état de ruine en 1621 et est démoli en 1756. Ses fondations sont encore visibles, mais ont été endommagées par les chercheurs de trésor et le labourage ; le site est utilisé comme lieu de pâture. |
| Warrington Castle[E]   | Warrington 53° 23′ 13″ N, 2° 36′ 11″ O                          | Motte castrale                        | Médiéval, peut-être normand | Non                | Le château de Warrington siège sur une hauteur légère à 230 m au nord de la berge du fleuve Mersey, dont il surveille le gué. La motte était entourée par un fossé ; de forme ovale, elle mesurait 49 m sur 39 m et s'élève encore en 1908 à une altitude de 2,7 mètres. La basse-cour était entourée par un rempart et un fossé. L'ensemble a été probablement bâti durant la période normande et a servi de résidence aux Lords of the Manor of Warrington avant qu'ils ne déménagent à Bewsey Hall à Burtonwood. Le château de Warrington était la plus grande motte castrale du Lancashire. En 1587, le château commence à tomber en ruine, mais est utilisé de nouveau durant la Guerre civile anglaise, après laquelle il a été laissé à l'abandon. Il n'en reste plus rien ; le site est occupé par un parc. |

## Galerie

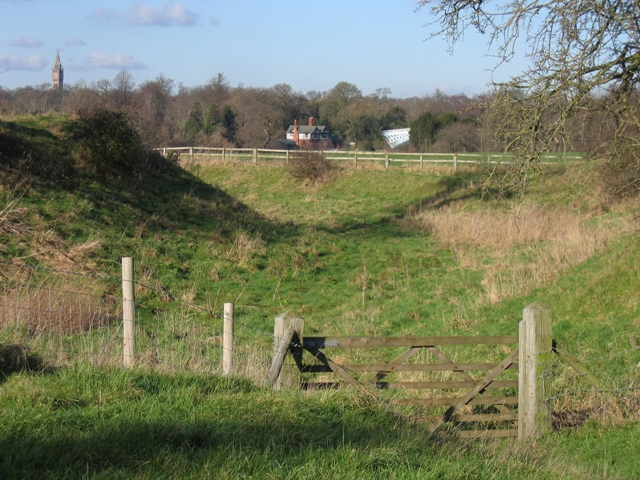
Les fondations d'Aldford Castle sont les seuls restes de cet édifice du XIIe siècle
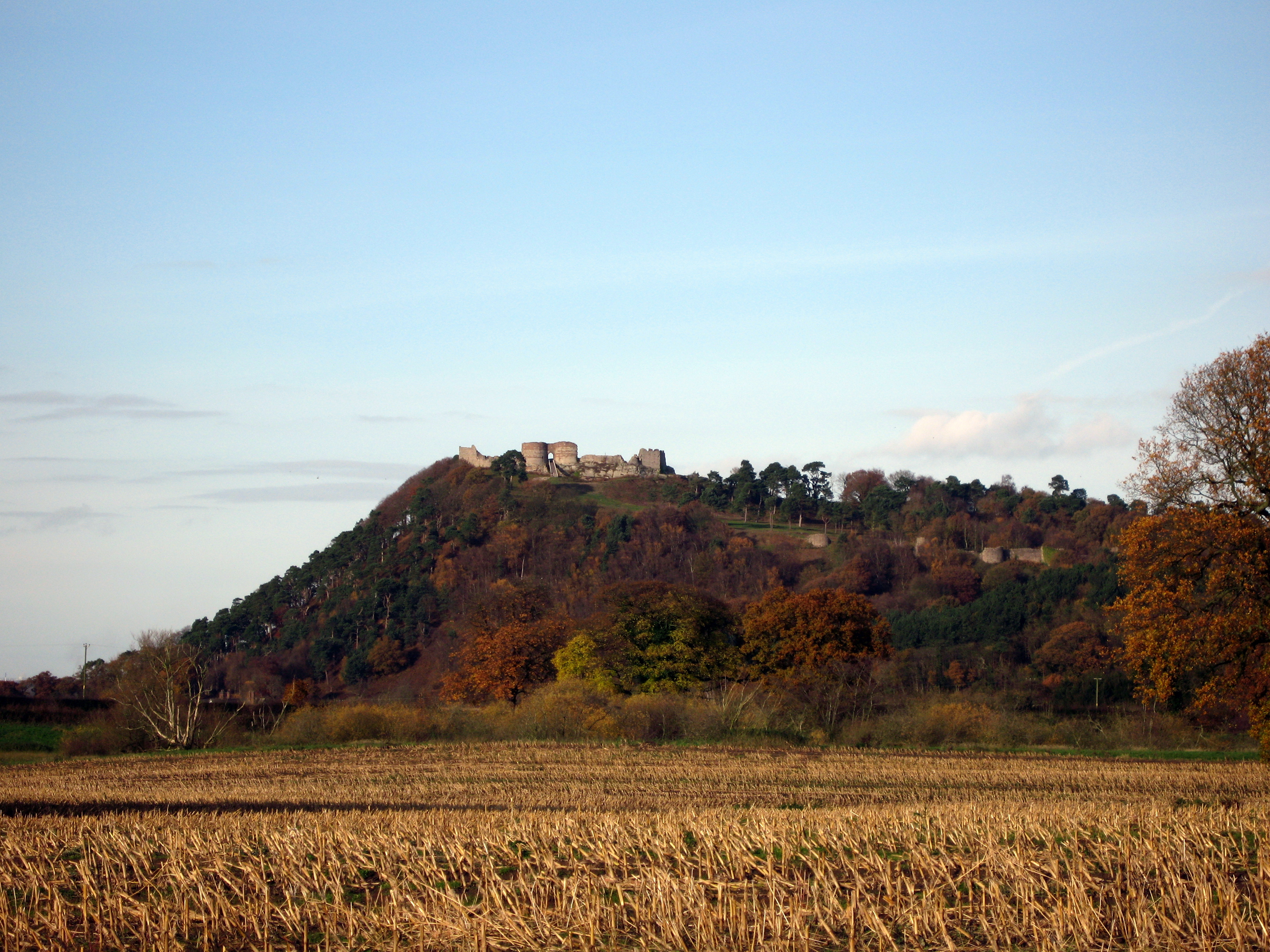
Beeston Castle, ici vu depuis le sud, est construit sur une hauteur rocheuse située à 110 m au-dessus de la plaine du Cheshire.
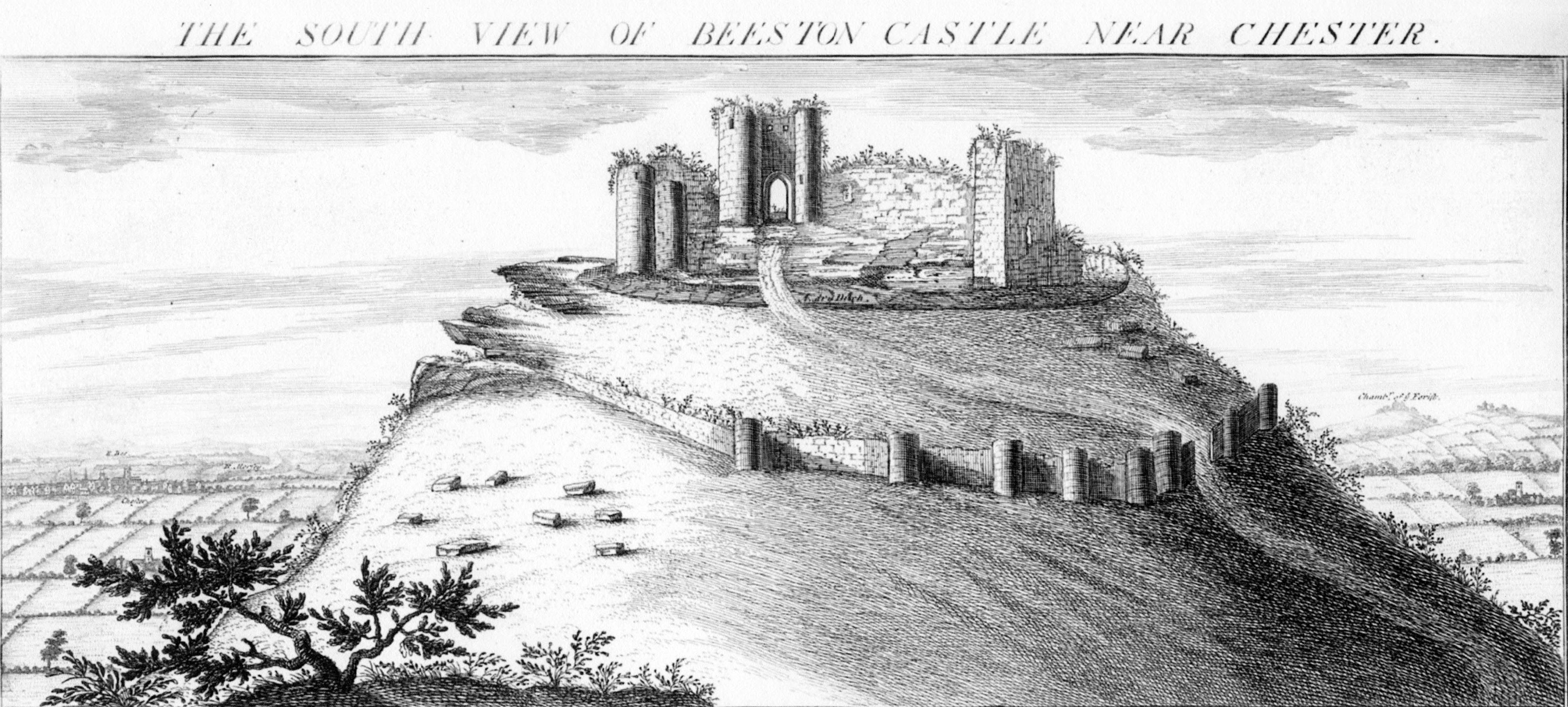
Gravure de Beeston Castle en 1727 par les frères Buck, montrant Beeston Castle vu depuis le sud[67]. À cette époque, les ouvrages défensifs du château avaient été démantelées afin de le rendre stratégiquement inutile.
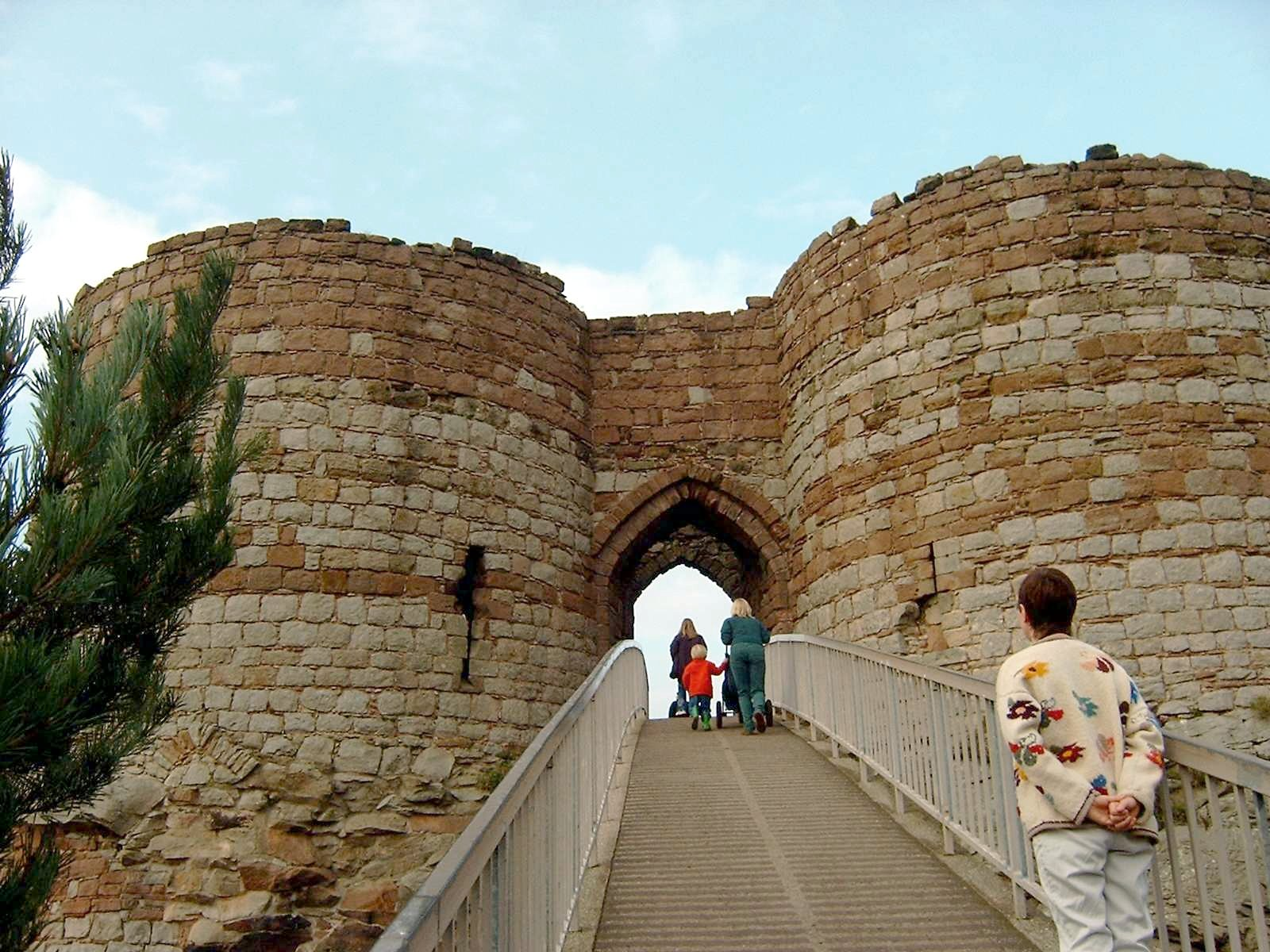
La porte de Beeston Castle.
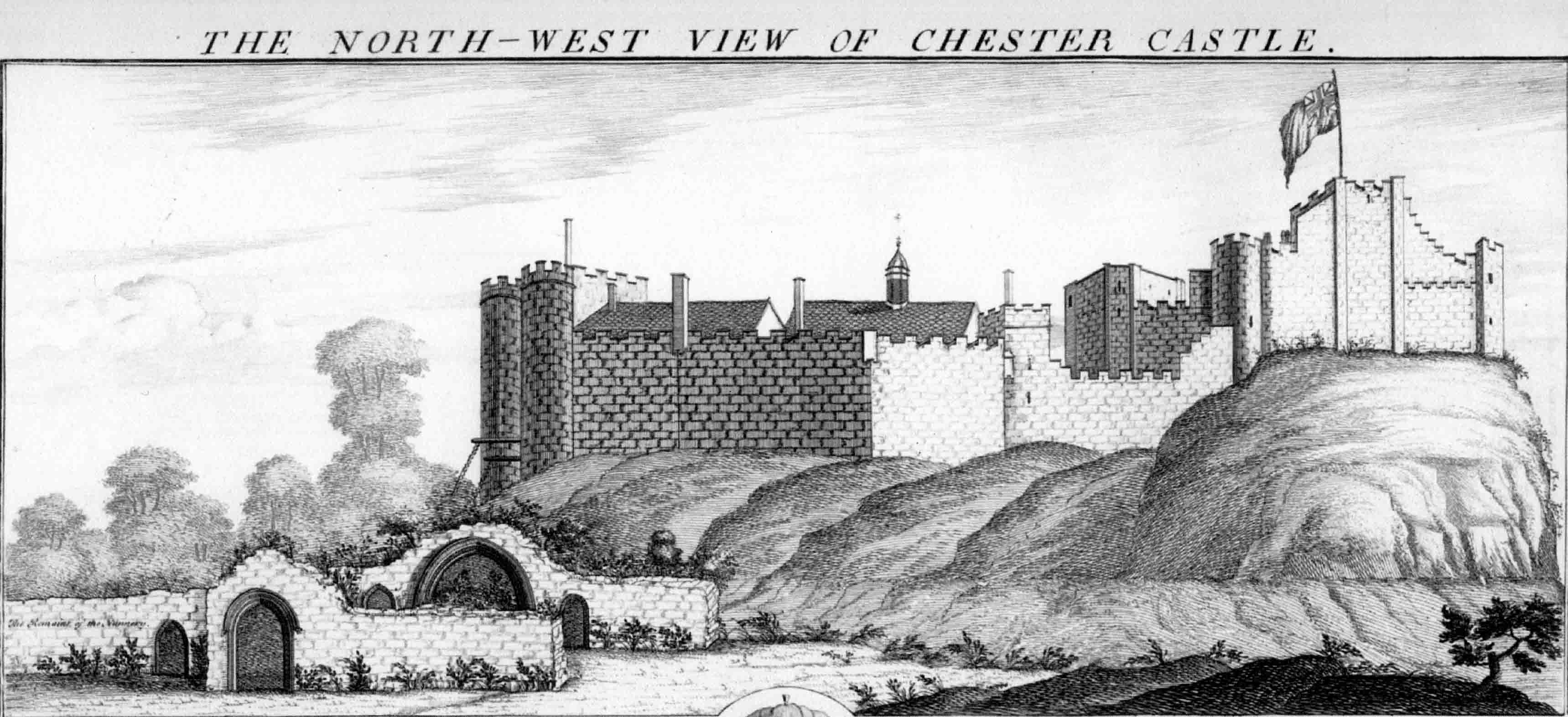
Gravure des frères Buck Brothers représentant Chester Castle en 1747.
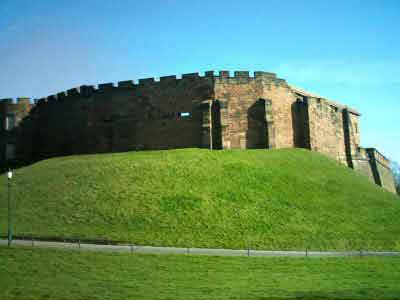
La courtine de Chester Castle.
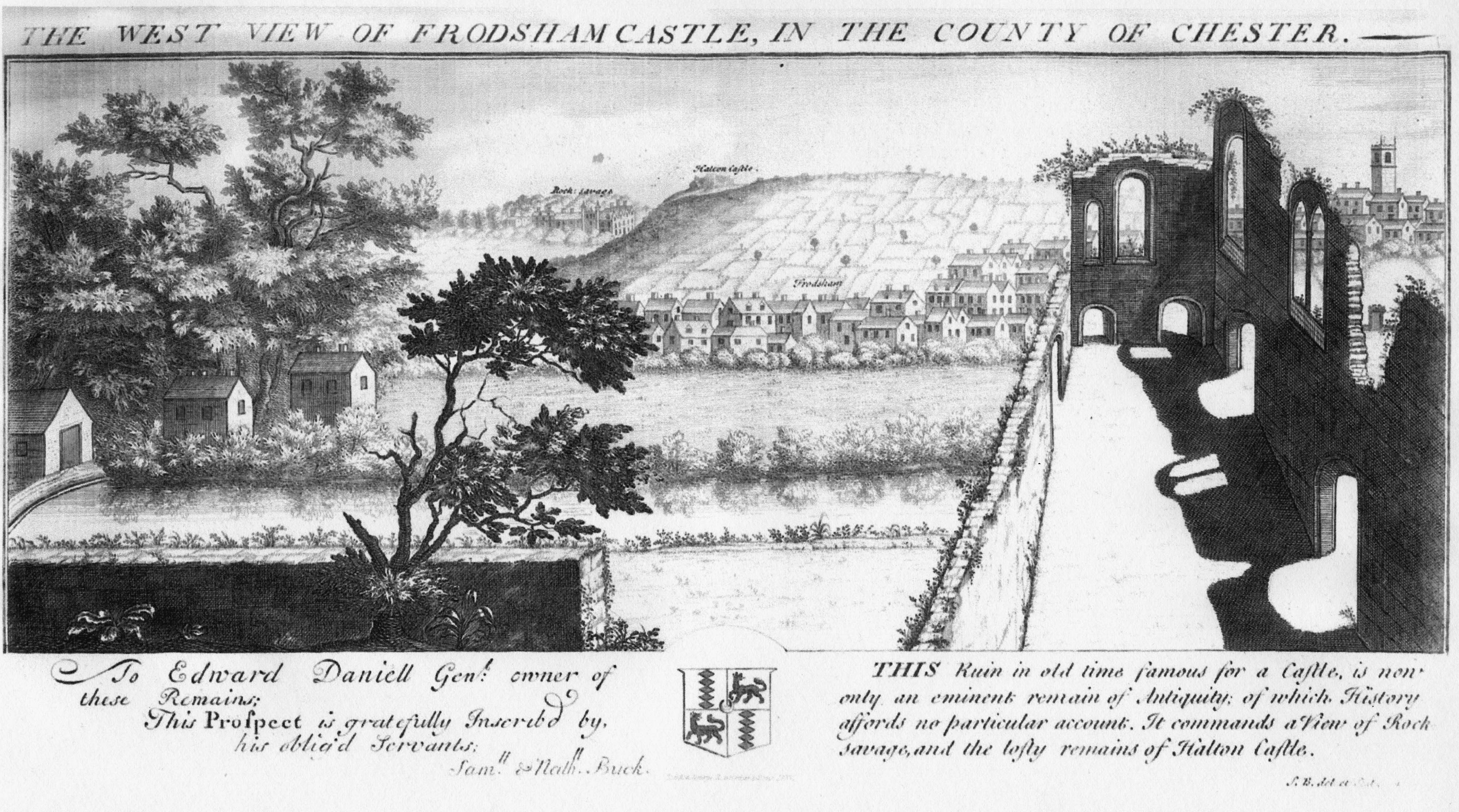
Ruines de Frodsham Castle au XVIIIe siècle.
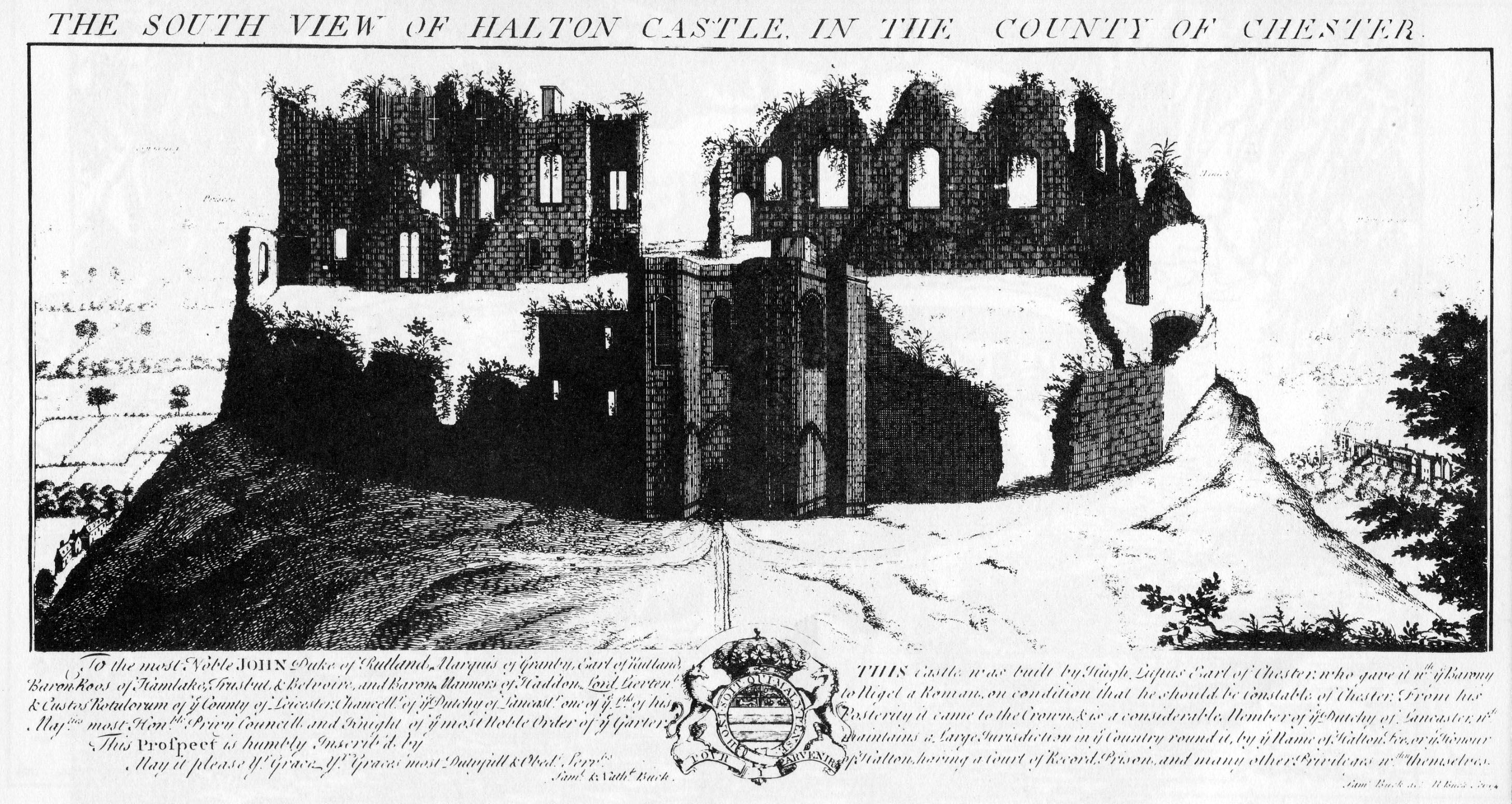
Halton Castle en 1727. Gravure des frères Buck.
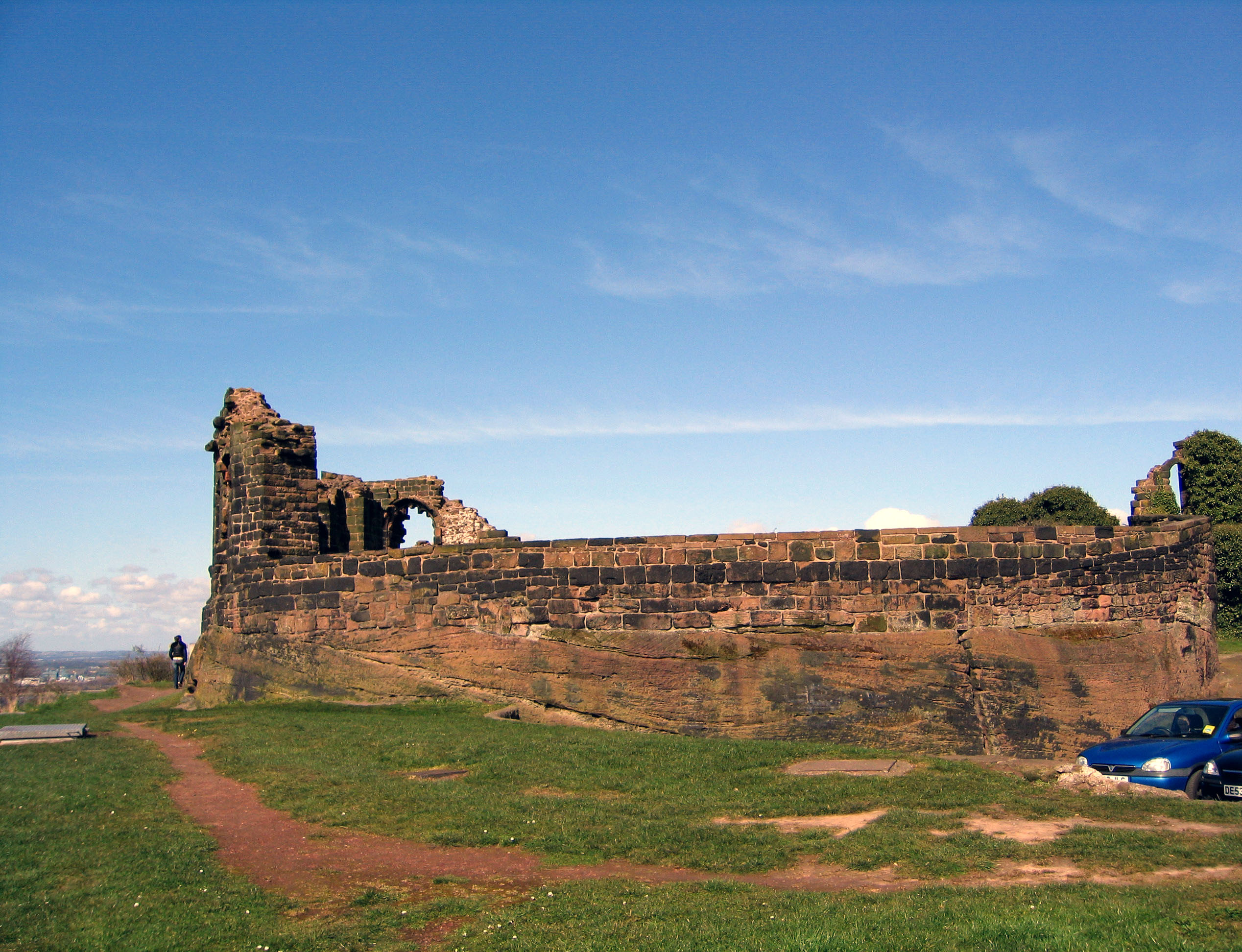
Une partie des ruines d'Halton Castle en 2006.
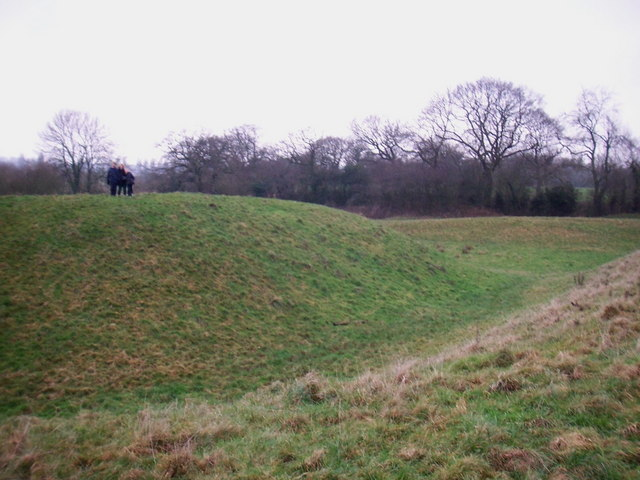
Les fondations de Shotwick Castle.

### Noms alternatifs des châteaux
Certains des châteaux de la liste ont plus d'un nom ; lorsque c'est le cas, les noms alternatifs sont listés ci-dessous.
A Aussi connu sous le nom de Delves Hall
B Aussi connu sous le nom de Castle Cob
C Aussi connu sous le nom de Buckingham Palace et Buckingham Castle
D Aussi connu sous le nom de Castle Hill
E Aussi connu sous le nom de The Mount, The Motte, et Moat Hill